# 日本の陣形史
この項では、日本の陣形史（にほんのじんけいし）について説明する。

## 古代律令期における陣形
白村江の戦いにおいて唐・新羅連合軍に敗北した日本はこれらの大陸国家に対抗する必要性から大陸式の軍隊編成をせまられ、7世紀後半に律令制を導入し、天武天皇12年（683年）11月に、「諸国習陣法」の詔を発することになる（『日本書紀』巻二十九）のが、日本における陣形の始まりである。さらに持統7年（693年）12月には「陣法博士等」が諸国に教習目的で遣わされた記述がある（同巻三十）。全国に広めることで大陸国家への侵攻を防ごうとしたものとみられる。結局、律令時代に海外からの侵攻はなく、陣形の実戦使用は国内の蝦夷に向けられたが、軍団制の朝廷に対し、蝦夷は散兵で戦ったものとみられ、本来、同じ軍団制を相手に想定した密集隊形は蝦夷戦には不向きと判断された。これはアテルイ戦大敗3年後の延暦11年（792年）6月に軍団制が廃止されたことからもわかる（『続日本紀』）。代わりとして、少数精鋭の騎馬兵から成る「健児（こんでい）」が採用された（従って、陣形から対散兵のための少数騎兵へと移行した）。
天平宝字元年（757年）『養老令』軍防令には、兵種別編成についての記述があり、中世前期のような領主別編成による連携問題もなかった。
律令期における陣形がどのようなものだったのかは、9世紀の『令義解』軍防令には「陣列の法」が記されており、それによれば、前列（先鋒）25人（先頭は盾をもつ）で5列、後列（次鋒）25人（同様に先頭は盾をもつ）で5列の一部隊50人と定められている。
律令時代に対外戦争がなかったこともあり、古代における陣形は忘れ去られる。

### 八陣の伝来
中国伝説上、黄帝臣下の風后（ふうこう）の『握奇経』に記された八陣が始まりとされる。この伝説に基づいて、李荃の『太白陰経』（8世紀）、11世紀では『武経総要』、17世紀には『武備志』などが八陣を研究し、それぞれ解釈するも定説とはならなかった。諸葛亮も八陣を研究していたことが『三国志』に記述され、伝説の八陣を再現・実演したという逸話から、中国では「諸葛亮の八陣」の再現が論じられるようになる。11世紀の李衛は八種の陣とする説を流付する者達を、秘伝兵法を秘匿したい者達のミスリードとし、実際は正方形の布陣だとする主張をしたという逸話もあるが、信頼性は不明とされる。
中国本国でも統一をみなかった八陣だが、「諸葛孔明の八陣」として、8世紀に吉備真備によって、日本へ伝えられ、広められたことが、『続日本紀』天平宝字4年（760年）11月10日条に記述がみられる（大宰府に6人を遣わし、真備から八陣と『孫子』の九地・軍営の作り方を学ばせた）。この八陣がどのようなもの（中国八陣のどの主張）だったのかは実態が不明である。
なお、大江維時が八陣を伝えたとする逸話もあるが、懐疑論がある（訓閲集#平安期成立に対する懐疑論を参照）。ただし、上泉信綱伝の『訓閲集』（大江家兵法を戦国風に改めた兵書）巻一「発向」では、「魚鱗や鶴翼といった八陣は諸葛亮の八陣ではない」と否定した上で、和風八陣について説明し、「上古では、黄帝の「井田の陣」を八陣といった」と図を記して説明している（従って、すでに和風八陣と中国八陣を区別する認識はあった）。

## 中世における陣形
武士が登場するが、魚鱗や鶴翼の記述が出てくるも、定形の陣形ではなく、密集するか、横に広がるかといったレベルだったとみられる。源平時代（12世紀）、『平家物語』巻第七に平家方が陣形を意識して戦うも源氏をおさえられない記述がみられ、古代蝦夷戦と同様、陣形を意識している側より源氏のように中小の独立部隊で戦った側の方が、事を有利に運び、最終的に勝利している。そして政権を樹立した源氏の鎌倉幕府には陣形を使用した記録がない。
中世前期、南北朝期では、武士は領主別編成であり、兵種別に編成することは難しく、ゆえに「軍隊」ではなく、「軍勢」であり、定形の陣形を行うことも難しかった。
足利時代に至り、中世型の兵種別編成が芽生え、盾兵・弓兵・騎兵の順であり、この編成が戦術を多様化させることとなる。これは騎兵主体の時代ゆえ、その機能を十分働かせるために、盾・弓兵といった歩兵を前列にし、騎兵対騎兵を行わせるための、いわば「騎兵のための隊形」として登場した。
戦国期に至り、軍勢から軍隊へと編成が行われる始まりは東国からとされる。鉄砲の出現によりそれまで可能だった一人先駆けの戦法が難しくなった上、足軽・雑兵が台頭したことで、大名が歩兵を自由に再編することが可能となり、より兵種別編成が固定化されることとなった。戦国期に徹底した武装の指定を行ったのは、武田・上杉・北条氏といった東国大名達であり、西国の織田氏はむしろ動員人数すら定めておらず、家臣に対し、兵をもっと増やせといった檄を飛ばす程度にとどまっている。

### 戦国期における武田八陣と兵種別編成
戦国期において八陣の実戦使用は、天文16年（1547年）、武田信玄に対し、山本勘助が『軍林宝鑑』に記される「諸葛孔明八陣の図」を工夫し、諸人に理解できるようにすべきと示し、「唐（中国）の軍法には、魚鱗・鶴翼・長蛇・偃月（えんげつ）・鋒矢（ほうや）・方両（ほうよう）・衡軛（こうやく）・井雁行があるが、その中身を理解している人は日本にいない」ことを説明し、作り直すよう提案したことから始まる。『軍林宝鑑』は別名を『軍林兵人宝鑑』といい、13世紀成立であり、八陣図はあるものの、魚鱗や鶴翼といった名称はなく、勘助が参考にした八陣図に関しては、まず『鴉鷺合戦物語』（15世紀成立）に記される「三系統の八陣の概念」を知る必要がある。まず第一に、「天・地・風・雲・飛龍・翔鳥・虎翼・蛇蟠」が紹介され、この系統は『応永記』応永6年（1399年）10月13日条に同様の名称があることから14世紀終わりにはあったものとみられる。第二に、李善の『雑兵書』の「方陣・円陣・牝陣・牡陣・衝陣・輪陣・浮沮陣・雁行陣」。第三は、張良が編み出したとされるもので、「魚鱗・鶴翼・長蛇・偃月等の陣」の4種だけ紹介されている。つまり、勘助が信玄に上申した八陣とは、以上の三系統の八陣の概念を合わせたものと考えられ、張良由来と伝わる和風名称の八陣を取り入れ、独自に編み出したものとみられる。なお、勘助は軍学を体系的に学んでいないと神前で告白している（『甲陽軍鑑』品第二十七）。
同年10月において、武田軍が長尾景虎に対して八陣を使用したが、これが戦国期の八陣の使用としては確実な例とされる。武田八陣の名称は明治期の戯作では、「曲・直」などと記され、または「八字・丁字」などとも書かれ、今日のように魚鱗や鶴翼といった名称を用いられておらず、近代初期においては浸透していなかった。武田八陣のイメージが確立したのは二次大戦後のこととみられている。実際には定型の八陣が使用されたのは戦国期では信玄が一時期、試用しただけで（それも村上義清の兵種別編隊に破られ、有用性がないことを証明してしまっている）、『甲陽軍鑑』に記録が残されたことで、近世初期の軍学者の気を引いたが、後期には忘れ去られたのである（それに対し、後述の村上義清の兵種別編隊は全国へと広がりを見せる）。
一方で、上杉家の陣形の由来は村上義清と武田家の戦いがきっかけとなる。『妙法寺記』天文17年（1548年）に記された塩田原の戦いにおいて、義清が追いつめられた時に編成した兵種別による隊形であった。これが本格的な兵種別編成による中世初の戦いである。この戦いにおいて信玄本人を負傷させるも、敗れた義清は上杉家に支援を求めることとなる。経済的に豊かだった謙信は、使い捨てとして編み出した義清の隊形と戦術を取り入れ、これを常備軍の隊形とした。鉄砲百・弓百・長手鑓百・総旗・騎馬百の兵種で、順序はその時々で変化した（旗本同士が戦うための戦法）。この「五段隊形」は上杉軍に対抗する形で東国各地に広がり、西国大名にも伝わることになる。最終的に日本全国に広まったこの隊形は、文禄の役において、朝鮮半島にまで使用され、朝鮮側の官軍が文禄5年（1596年）2月17日に「倭人の陣法を学習させる」ことになる（『宣祖実録巻七十二』）。その図には、旗持が前列で左右に展開し、二列に鉄砲隊、三列に歩兵、その左右に騎兵というもので、かつて古代では大陸側の陣形に影響されていた日本が、中世戦国期では、大陸側に影響を与える側となった。
村上義清が生み出した兵種別編隊は上杉謙信によって常備軍となり、それに対抗する形で、東国に、そして全国へと（海外にも）広がり、近世（徳川時代）の軍役にまでつながり、幕末まで各藩の基本隊形となった。

## 近世における研究
江戸時代に太平の世となったことで実戦で陣形が用いられることはなかったが、机上の学問である軍学において研究されるようになる。脚色された軍記物の記述を参考にしていたり、魚鱗や鶴翼にしても、諸流によって形が異なっているなど、統一的なものでなかった上、軍学の資料によっては、合戦で用いられた陣形が異なる記述もみられる。

### 陣形図が記された書
- 『甲陽軍鑑』
- 『侍用集』
- 『鈐録』
- 『武教全書』
- 『兵法雌鑑』
- 『訓閲集』

### 西洋式戦術との衝突
幕末になり、江戸幕府が長州征討（1864 - 1866年）に出た際、長州藩側は西洋式戦術で対応している（後述）。
高杉晋作は吉田松陰の『西洋歩兵論』の影響を受け、1863年に奇兵隊を組織し、幕軍に対し、西洋式の編成と戦術を用いている。奇兵隊は「武士と庶民の混成部隊」として強調されるが、庶民の割合は約30パーセントであり、決して多い訳ではない。
大村益次郎も洋式兵術の原書を読んで学んでおり、フランス式軍制を用いた。第二次長州征討時、幕府側は戦国期以来の井伊の赤備えで交戦したが敗れており、彦根兵側の証言として、「変な兵だった。紙屑拾いみたいな格好をして、向こう側からバラバラやって来たと思うと、背後に回り込まれていた」とあり、笛袖姿の密集体形で、時に応じて鐘太鼓を打ち鳴らしながら進軍し、散兵戦術によって、敵の横や背後から射撃した。『西洋歩兵論』にも「短兵隊、あるいは集まり、あるいは散り、（中略）敵の横を突き、敵の後を破る」とあり、戦場でこれを実践したといえる。統制が取れた柔軟な兵の集散が、伝統的な軍団編成の井伊の赤備えには不可解に映った証言ともいえる。ただし勝因は銃器兵装差による最大射程の差からくるアウトレンジ戦法による（詳細は「赤備え#井伊の赤備え」を参照）。
なお幕府側も長州征伐以前から西洋式軍制は採用しており、文久の改革による幕政改革の一環として、洋式陸軍を設置し（幕府陸軍）、歩兵・騎兵・砲兵から成る三兵戦術を導入、これを陸軍奉行が統轄したため、部分的には西洋戦術と西洋戦術による戦いと言える。長州征伐敗退後には顧問としてフランス人を用いているなど（「幕府陸軍」を参照）、この時期はフランスの影響がある。

## 備考
- 乃至政彦によれば、鶴翼の陣はv字ではなく、本来は「八字」（または「八の字」『甲陽軍鑑』）として書かれたものであり、敵とぶつかる過程で、v字に移行するが、それも一時的なものとする。
- 乃至政彦は『大友興廃記』に記述される八陣の陣形相性についても、まずありえないとしている。
- 戦国時代における鉄砲隊の割合は、軍役定書から分かり、上杉氏で約5.7パーセント（「上杉家軍役張」『上杉家文書』、5532名中、鉄砲隊は316挺。[41]）、武田氏で10.7パーセントで弓矢の割合と同じ[42]。近世期の軍役でも10パーセント前後（「軍役」を参照）。これに対し、伊達氏は、「伊達政宗最上陣覚書」（『伊達家文書』2、708号）で、「鉄砲1100挺、騎馬330騎、弓200張、槍650本」と50パーセント近く、「伊達政宗大阪の陣陣立書」では、「鉄砲3470、騎馬560、弓100、槍1310」と50パーセントを超える。16世紀末の西洋でも鉄砲隊の割合は半数に達しておらず（「小銃#概要」を参照）、普及速度が分かる。